# Raimund Kummer
Raimund Kummer (* 15. März 1954 in Mengeringhausen/Waldeck) ist ein deutscher bildender Künstler.

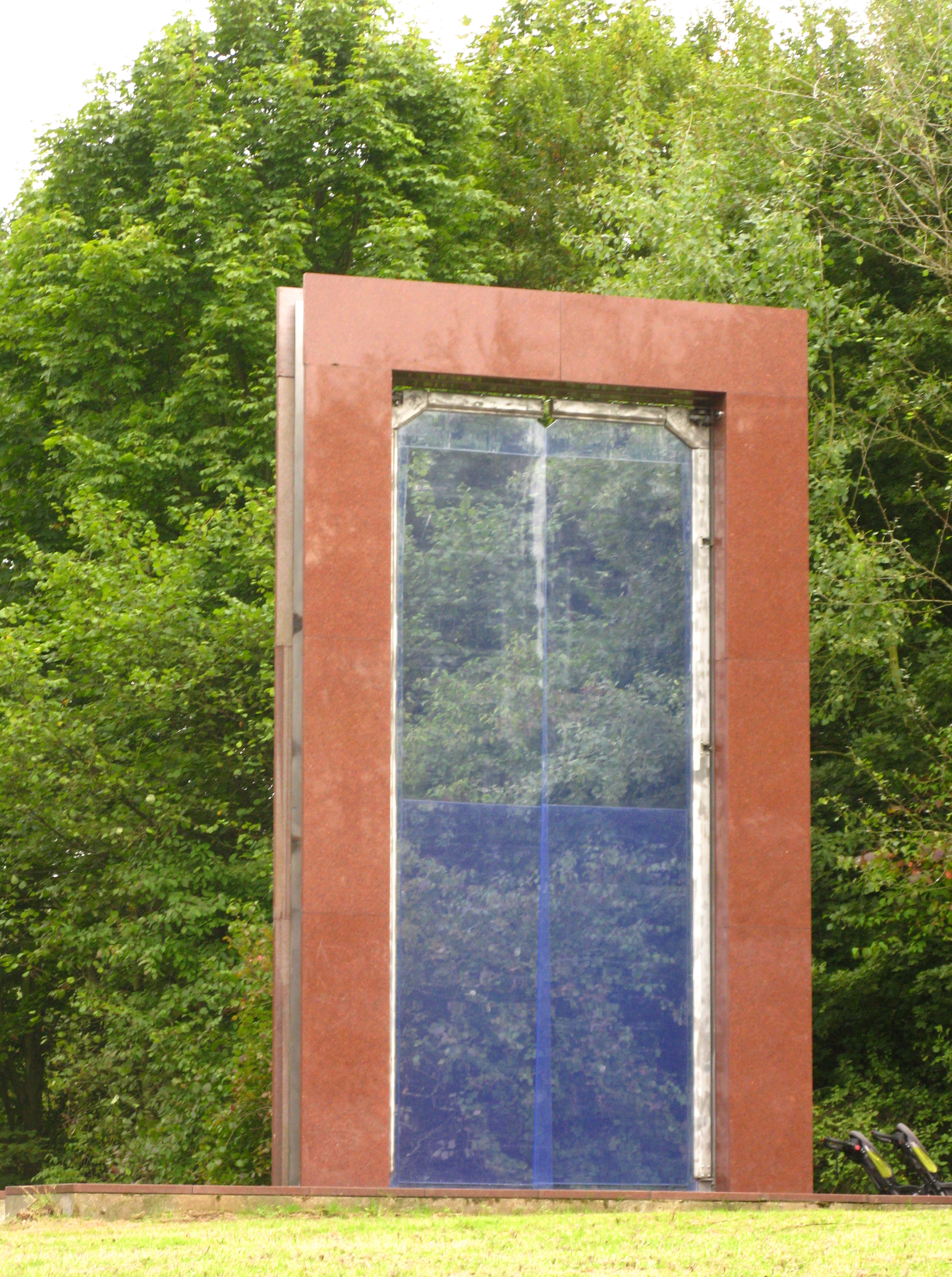
Raimund Kummer, Schwelle, 1987, Granit, Edelstahl, PVC. Standort: Emscherpark, etwa 150 m südöstlich von Lohwiese 46, Essen-Karnap

## Leben
Kummer studierte in den Jahren 1972 bis 1975 Philosophie und Religionswissenschaften an der Freien Universität Berlin und parallel von 1972 bis 1977 an der Hochschule der Künste Berlin, zuletzt als Meisterschüler von Fred Thieler.
Nach dem Studium gründete er zusammen mit Hermann Pitz und Fritz Rahmann die Künstlergruppe Büro Berlin (bis 1987). Die Mitglieder der Gruppe wurden in den 1980er-Jahren insbesondere mit temporären Arbeiten im öffentlichen Raum bekannt.  In diesem Zusammenhang hielt sich Kummer in den 1980er-Jahren zu längeren Studienaufenthalten in New York und Paris auf, von 1992 bis 1995 in Rom. 1992 wurde ihm ein Stipendium in der Deutschen Akademie Villa Massimo zuerkannt. Im Jahr 1995 wurde Kummer auf eine Professur für Bildhauerei an der Hochschule für Bildende Künste Braunschweig berufen. Kummer ist seit 2007 Mitglied der Akademie der Künste, Berlin (Sektion Bildende Kunst).
Raimund Kummer lebt und arbeitet in Berlin und Ripatransone/Italien.

## Werk
Mit Beendigung des Studiums gibt Kummer die Malerei auf und entdeckt im Raum der Großstädte «seine Faszination für vorgefundene skulpturale Situationen, die er teilweise durch Eingriffe pointiert, mit Hilfe der Fotografie festhält. Die Untersuchung und Neubewertung des Alltäglichen, Situativen und Ephemeren rücken fortan in den Mittelpunkt seiner künstlerischen Arbeit.»
«Kummer gehört zu den Künstlern, seit den späten 1970er Jahren die Produktions- und Präsentationsbedingungen von Kunst thematisieren. Seine in dieser Zeit begonnene Vermessung des öffentlichen Raums im Hinblick auf dessen skulpturale Qualitäten stellt einen frühen und radikalen Schritt zu einem neuen Verständnis bildhauerischer Arbeit dar. Mit seinem fotografischen und bildhauerischen Werk hat Raimund Kummer maßgeblich an der Erweiterung des Material- und Skulpturbegriffs gearbeitet, zudem dazu beigetragen, das Erzählerische in die Bildhauerei wieder einzuführen.»

## Einzelausstellungen (Auswahl)
Zu den mit «K» gekennzeichneten Ausstellungen erschien ein Katalog.
- 1986 Raimund Kummer –  das Atelier ein öffentliches Theater (Teil I), Städtische Galerie im Lenbachhaus und Kunstbau, München, 7. Februar – 31. März 1986[7]
- 1991 Hamburger Kunsthalle, 27. September bis 1. Dezember (zusammen mit Stephan Huber)K
- 1996 Raimund Kummer, corpus vitreum 1987–1996. Kunstverein HannoverK
- 2004 Museum für Fotografie, Staatliche Museen zu Berlin, 25. Juni bis 26. SeptemberK
- 2007 Hindsight Bias. Museum DKM, Duisburg, 2. März bis 24. Juni
- 2009 Raimund Kummer. For your eyes only. Arbeiten 1978 bis 2009. Kunstmuseum Bonn, 28. Mai bis 9. August 2009[8],K
- 2012 νόστος – ἄλγος (nóstos álgos), im Rahmen des Forschungsprojektes Fragment/Rekonstruktion entwickelte Installation. Galerie der Hochschule für Bildende Künste Braunschweig, 24. Oktober bis 20. Dezember[9],K
- 2017 Raimund Kummer im Hamburger Bahnhof Museum für Gegenwart Berlin[10]

## Werke im öffentlichen Raum (Auswahl)
- 1987 Schwelle. Standort: Emscher Park, Essen; siehe Beitrag der RuhrKunstMuseen
- 1991 Rosebud. Standort: Städtische Galerie im Lenbachhaus und Kunstbau, München[11]
- „Die Himmelsleiter“, Universitätsklinikum Freiburg
- 2004 Voliere. Standort: Petuelpark, München[12]